# Mordellistena micans
Mordellistena micans là một loài bọ cánh cứng trong họ Mordellidae. Loài này được Germar miêu tả khoa học năm 1817.